# Oreogrammitis murudensis
Oreogrammitis murudensis är en stensöteväxtart som beskrevs av Barbara S. Parris. Oreogrammitis murudensis ingår i släktet Oreogrammitis och familjen Polypodiaceae. Inga underarter finns listade.